# Guillermo González Arenas
Guillermo González Arenas (Manizales, 22 de septiembre de 1923-Medellín, 16 de abril de 2016), fue un compositor, arreglista y director musical colombiano. Sus primeras nociones y orientaciones musicales las recibió de su padre, el maestro Francisco «Pacho» González. 

## Biografía
Inició su carrera musical como director de la Banda Municipal de Filadelfia, Caldas, a la edad de 17 años. Posteriormente ingresó a la Banda Departamental de Caldas, donde llegó a ser músico mayor. En 1955 formó parte de la Orquesta Sinfónica y la Banda del Conservatorio de Manizales.    
Fundó y dirigió las orquestas Ritmo y Juventud, Italian Jazz y Superstar. En 1957 se trasladó a Medellín donde actuó por nueve años consecutivos en el Club Medellín. Fue director de la Orquesta Gigante de la Voz de Antioquia y dirigió durante 4 programas la Gran Orquesta de la Televisión Nacional en el programa estelar Noches de gala. Fue también director de la Orquesta de planta del Hotel Nutibara durante 15 años. 
Arreglista de diversos sellos discográficos de Medellín y director artístico de los sellos Sonomúsica y Sonolux.

### Arreglos
Elaboró arreglos musicales para diversos artistas nacionales e internacionales, entre los que se cuentan Maria Eugenia, Helenita Vargas, Carlos Julio Ramírez, Tomás de Sanjulián, Juan Legido, Daniel Santos y Felipe Pirela, de quien fuera arreglista exclusivo y con el cual hizo grabaciones en Colombia, Venezuela y México. Le fue encomendado hacer un arreglo para una Orquesta Gigante, por el cantante puertorriqueño Daniel Santos para un espectáculo en la ciudad de Nueva York.
Acompañó musicalmente y compartió escenario con diversos artistas de fama internacional como Roberto Ledesma, Juan Erasmo Mochi, Elio Roca, Juan Legido, Lucho Bermúdez, Johnny Albino y su Trío San Juan, Leo Marini, Maria Luisa Landín, Libertad Lamarque, Nelson Pinedo, Andrés Falgás, Alicia Juárez, Orlando Contreras, Garzón y Collazos, Los Visconti, El Chato Flórez, Juan Carlos Godoy, María Elena Sandoval, Celia Cruz, Raphael, Rolando Laserie, Los hermanos Arriagada, Rocío Dúrcal, Pedro Vargas, Vicente Fernández, José Vélez, José Luis Perales, José Luis Rodriguez El Puma y muchos más.
Fue el encargado de hacer los arreglos musicales y la dirección de la grabación de los Himnos del Departamento y los de todos los municipios de Risaralda.
Como asesor de las Bandas de Música Estudiantiles del Departamento de Caldas obtuvo 17 primeros puestos con las representantes de Salamina, Pácora, Aguadas, Redentoristas (Manizales) y Villamaría. También en los concursos Nacionales de Bandas Estudiantiles ha sido premiadas varias de sus obras.

### Composiciones
Como compositor, sus obras más conocidas son, «Juan Onofre» —Donde están los pajaritos—,  «El muerto vivo» —Interpretado por Rolando Laserie, Peret, Joan Manuel Serrat, Los Manolos, El Trío Venezuela—. Esta obra fue tema principal de algunos episodios del programa Chespirito; también fue la obra más interpretada en los Carnavales de Caracas de 1966 —«No estaba muerto, estaba de parranda»—, «Cumbia y ron», «Los gemelos» y las fantasías para banda «Norhita», «Albores» y «Cumanday»; la cual fue escogida en Canadá para representar a Latinoamérica en el Concierto Música del Mundo, que fue hecho en homenaje del compositor en la ciudad de Quebec donde fue galardonado. 
Fue el compositor de la música del Himno del municipio de Quinchía, Risaralda donde estuvo encargado del programa musical de la Casa de la Cultura durante cuatro años. Compuso también los Himnos de Marmato, Caldas y de Inzá, Cauca, además de Instituciones del país como la Universidad EAFIT de la ciudad de Medellín.

### Fallecimiento
Falleció en la ciudad de Medellín la noche del 16 de abril de 2016.

## Reconocimientos
Recibió varios homenajes y condecoraciones como la Medalla de Oro Agripina Montes del Valle de Salamina, La Medalla de Oro Francisco José de Caldas, Escudo de Oro del Departamento de Caldas, Medalla de Oro de la Casa de la Cultura de Manizales, la exaltación de su nombre en los 25 años del Concurso Nacional de Bandas de Paipa, Boyacá, maestro homenajeado en la XV versión del Concurso Nacional de Bandas Musicales 'Pedro Ignacio Castro Perilla' en Anapoima, Cundinamarca; recibió el galardón de la Feria de Manizales por parte de la PAM (Periodistas Asociados de Manizales) en diciembre de 2008 y condecorado por el Ministerio de Cultura, la Gobernación de Caldas y la Alcaldía de Manizales el 20 de julio de 2009 siendo escogido como el Músico más representativo de la región alcanzando el máximo porcentaje a nivel Nacional quedando así, entre los 32 mejores músicos del país.
Fue designado Jurado en diversos eventos nacionales, tales como Antioquia le Canta a Colombia en Medellín, Concursos de Bandas en Aguadas, Pácora, Manizales, San Pedro, Paipa, Boyacá y en el Premio Nacional de la Cultura en la modalidad Arreglo para Banda realizado en Bogotá, convocado por Colcultura, hoy Ministerio de Cultura.
Era socio votante de los premios Grammy Latinos.
- Datos: Q17633481